# Рівняння Коші — Ейлера
Рівняння Коші-Ейлера (або просто Рівняння Ейлера) — лінійне однорідне звичайне диференціальне рівняння зі змінними коефіцієнтами. Його іноді згадують як рівнорозмірнісне рівняння. Завдяки своїй простій будові рівняння можна замінити тотожним рівнянням зі сталими коефіцієнтами, яке можна розв'язати явно.

## Рівняння
Нехай y(n)(x) буде n-ю похідною невідомої функції;y(x).  Тоді рівняння Коші-Ейлера порядку n має форму
{\displaystyle a_{n}x^{n}y^{(n)}(x)+a_{n-1}x^{n-1}y^{(n-1)}(x)+\cdots +a_{0}y(x)=0.}
Заміна {\displaystyle x=e^{u}} зводить рівняння до лінійного диференціального рівняння зі сталими коефіцієнтами. Також, щоб отримати базисні розв'язки, можна використати пробний розв'язок {\displaystyle y=x^{m}}.

### Другий порядок — розвя'зання через пробний розв'язок

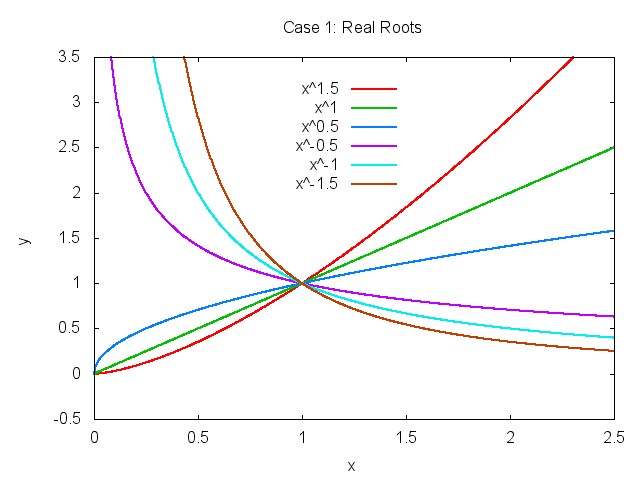
Типові криві розв'язків для рівняння Коші-Ейлера другого порядку у випадку двох дійсних коренів

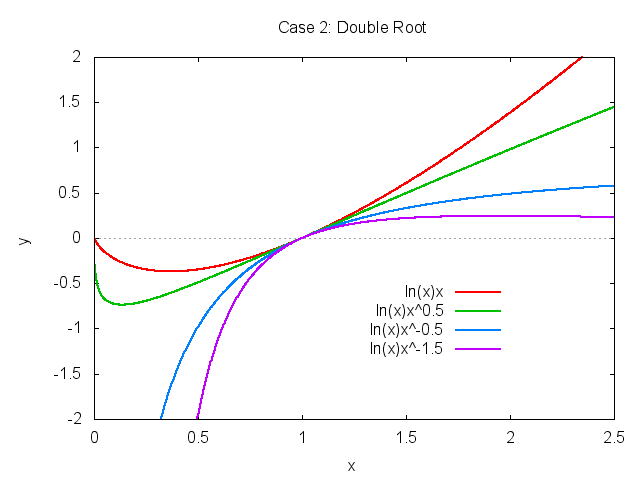
Типові криві розв'язків для рівняння Коші-Ейлера другого порядку у випадку подвійного кореня

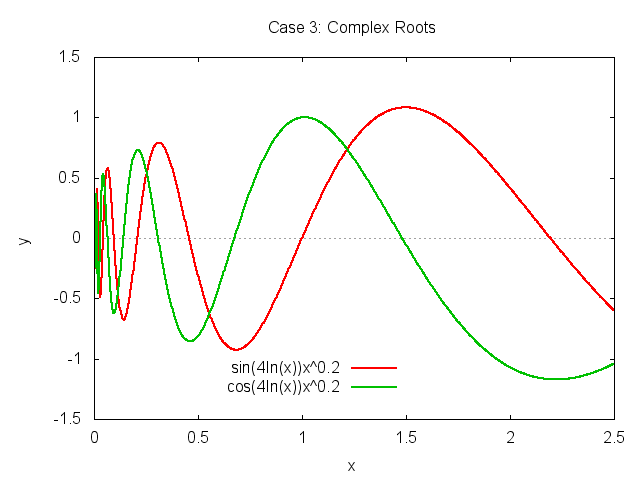
Типові криві розв'язків для рівняння Коші-Ейлера другого порядку у випадку комплексних коренів

Найпоширеніше рівняння Коші-Ейлера — це рівняння другого порядку, що зустрічається у великій кількості фізичних та інженерних проблем, таких як розв'язання рівняння Лапласа в полярних координатах. Його задають рівнянням:
{\displaystyle x^{2}{\frac {d^{2}y}{dx^{2}}}+ax{\frac {dy}{dx}}+by=0.\,}
Ми припускаємо, що пробний розв'язок такий
{\displaystyle y=x^{m}.\,}
Диференціюємо і отримуємо:
{\displaystyle {\frac {dy}{dx}}=mx^{m-1}\,}
і
{\displaystyle {\frac {d^{2}y}{dx^{2}}}=m(m-1)x^{m-2}.\,}
Підставляння в початкове рівняння дає:
{\displaystyle x^{2}(m(m-1)x^{m-2})+ax(mx^{m-1})+b(x^{m})=0\,}
або перевпорядкувавши:
{\displaystyle m^{2}+(a-1)m+b=0.\,}
Тепер ми можемо розв'язати для m. Тут є три окремих цікавих випадки:
- Випадок #1: Два відмінних корені, m1 і m2
- Випадок #2: Один дійсний подвійний корінь, m
- Випадок #3: Комплексні корені, α ± βi

У випадку #1, розв'язок такий:
{\displaystyle y=c_{1}x^{m_{1}}+c_{2}x^{m_{2}}\,}
У випадку #2, розв'язок такий
{\displaystyle y=c_{1}x^{m}\ln(x)+c_{2}x^{m}\,}
Для отримання другого розв'язку, після знайдення одного розв'язку y = xm необхідно застосувати метод знижування порядку.
У випадку #3, розв'язок такий
{\displaystyle y=c_{1}x^{\alpha }\cos(\beta \ln(x))+c_{2}x^{\alpha }\sin(\beta \ln(x))\,}
{\displaystyle \alpha =\mathop {\rm {Re}} (m)\,}
{\displaystyle \beta =\mathop {\rm {Im}} (m)\,}
Для {\displaystyle c_{1}\,} and {\displaystyle c_{2}\,} в дійсній площині, ця форма розв'язку отримується через встановлення x = et і використання формули Ейлера.

### Другий порядок — заміна змінних
{\displaystyle x^{2}{\frac {d^{2}y}{dx^{2}}}+ax{\frac {dy}{dx}}+by=0\,}
Проведемо таку заміну змінних
{\displaystyle t=\ln(x).\,}
{\displaystyle y(x)=\phi (\ln(x))=\phi (t).\,}
Диференціювання:
{\displaystyle {\frac {dy}{dx}}={\frac {1}{x}}{\frac {d\phi }{dt}}}
{\displaystyle {\frac {d^{2}y}{dx^{2}}}={\frac {1}{x^{2}}}{\bigg (}{\frac {d^{2}\phi }{dt^{2}}}-{\frac {d\phi }{dt}}{\bigg )}.}
Замінив {\displaystyle \phi (t)}, ми маємо
{\displaystyle {\frac {d^{2}\phi }{dt^{2}}}+(a-1){\frac {d\phi }{dt}}+b\phi =0.\,}
Це рівняння від {\displaystyle \phi (t)} можна легко розв'язати із використанням характеристичного многочлена 
{\displaystyle \lambda ^{2}+(a-1)\lambda +b=0.}
Тепер, якщо {\displaystyle \lambda _{1}} і {\displaystyle \lambda _{2}} є коренями цього многочлена, аналізуємо два головних випадки: прості корені і подвійний корінь:
якщо корені різні, загальний розв'язок такий
{\displaystyle \phi (t)=c_{1}e^{\lambda _{1}t}+c_{2}e^{\lambda _{2}t}}, де показники можуть бути комплексними.
якщо корені однакові, загальний розв'язок такий
{\displaystyle \phi (t)=c_{1}e^{\lambda _{1}t}+c_{2}te^{\lambda _{1}t}.}
в обох випадках, розв'язок {\displaystyle y(x)} можна знайти через установлення {\displaystyle t=\ln(x)}, звідси {\displaystyle \phi (\ln(x))=y(x)}. 
Отже, перший випадок,
{\displaystyle y(x)=c_{1}x^{\lambda _{1}}+c_{2}x^{\lambda _{2}}},
і другий випадок,
{\displaystyle y(x)=c_{1}x^{\lambda _{1}}+c_{2}\ln(x)x^{\lambda _{1}}.}

### Приклад
Дано
{\displaystyle x^{2}u''-3xu'+3u=0\,,}
ми підставляємо простий розв'язок xα:
{\displaystyle x^{2}(\alpha (\alpha -1)x^{\alpha -2})-3x(\alpha x^{\alpha -1})+3x^{\alpha }=\alpha (\alpha -1)x^{\alpha }-3\alpha x^{\alpha }+3x^{\alpha }=(\alpha ^{2}-4\alpha +3)x^{\alpha }=0\,.}
Щоб xα був розв'язком необхідно, щоб або x = 0, що дає нам тривіальний розв'язок, або коефіцієнт xα дорівнює нулю. Розв'язав квадратичне рівняння, ми маємо α = 1, 3. Загальний розв'язок
{\displaystyle u=c_{1}x+c_{2}x^{3}\,.}